# Боршош, Радина
Радина Боршош (болг. Радина Боршош; род. 31 декабря 1997, София, Болгария) — болгарская актриса театра и кино. Она известна своими выступлениями в Национальном театре Ивана Вазова, а также несколькими ролями в кино и на телевидении.

## Биография
Родился 31 декабря 1997 года в Софии, столице Болгарии. Дочь Мирослава Борсоса и тележурналистки Искры Владимировой.

## Карьера
В 2017 году дебютировала на сцене Национального театра Ивана Вазова в роли Александры в пьесе Лилиан Хеллман «Лисице».
Самые известные роли в театре — Ольга в «Когда грянет гром, как затихнет эхо» Пейо Яворова, Райна Чавдарова в «Дуэль» и Афина Болярская в «О, кто бы ты ни был…» Ивана Вазова, Миранда в «Буре» по одноимённой пьесе Уильяма Шекспира и другие.
Она снималась в фильмах и сериалах, которые содержат «Сольвейг», «Обезьяна», «Мы, наши и ваши», «Привлечение», «Ягодная луна», «Рай Данте».
В 2019 году она болгарский голос Авроры в болгарском дубляже «Малефисента: Владычица тьмы».

## Фильмография
- 2015 — Сольвейг (Оригинальное название: Солвейг) — Аня
- 2016 — Обезьяна (Оригинальное название: Маймуна) — Ина
- 2017 — Мы, наши и ваши (Оригинальное название: Ние, нашите и вашите) — Деси
- 2018 — Привлечение (Оригинальное название: Привличане) — Соня
- 2020 — Ягодная луна (Оригинальное название: Ягодова луна) — Рая Божинова
- 2021 — Рай Данте (Оригинальное название: Рая на Данте) — Рая

## Дубляж
- 2019 — Малефисента: Владычица тьмы (болгарский дубляж) - Аврора